# Baraboo, Wisconsin
Baraboo este sediul comitatului Sauk, statul Wisconsin, Statele Unite ale Americii.
1. ↑   https://baraboowi.gov/council, accesat în 26 septembrie 2024 Lipsește sau este vid: |title= (ajutor)
2. ↑  2010 U.S. Gazetteer Files, accesat în 9 iulie 2020
3. ↑  Geographic Names Information System